# 塔塔加龍膽
塔塔加龍膽（學名：Gentiana tatakensis）是龍膽科龍膽属的高山植物，為一年生草本植物。
原產於台灣海拔約2,500—3,500公尺山區，分布於玉山及中央山脈南段，尤以塔塔加一帶居多，為台灣特有種植物。生長在遮陰的高山環境或半遮陰的草生地。1943年，日籍植物學家正宗嚴敬就是在這環境裡採集到標本。
植株斜立，高约2－7厘米。基生葉呈卵形，長約0.7－1厘米。蒴果呈倒卵形，長約0.4厘米。花冠：白色或紫白色，中央部位帶有斑點。
塔塔加龍膽在1943年被命名，1995年時被處理為Gentiana flavo-maculata的亞種。21世紀以來之基因研究發現塔塔加龍膽確與Gentiana flavo-maculata相近，但應分類為變種。

## 扩展阅读
- 維基物種上的相關：塔塔加龙胆

1. ↑  張景淞.  (碩士论文). 國立台灣大學森林環境暨資源學研究所. doi:10.6342/NTU202000038 （中文（臺灣））.